# Listă de statisticieni
Statisticienii sunt oameni de știință care au adus contribuții notabile la teoria statisticii, aspectele conexe ale probabilității sau la domeniul specific al inteligenței artificiale numit machine learning, studiul învățării mașinilor. Acesta este o listă de statisticieni:
- Gottfried Achenwall
- Abraham Manie Adelstein
- John Aitchison
- Alexander Aitken
- Hirotsugu Akaike
- Oskar Anderson
- Peter Armitage
- George Alfred Barnard
- Kit Bartlett
- M. S. Bartlett
- Debabrata Basu
- Laurence Baxter
- Thomas Bayes
- Allan Birnbaum
- David Blackwell
- Chester Bliss
- Ladislaus Bortkiewicz
- Raj Chandra Bose
- Henry Bottomley
- Arthur Lyon Bowley
- George Box
- Peter Byrne
- Bento de Jesus Caraça
- Ian Castles
- George Chalmers
- D. G. Champernowne
- Carl Charlier
- Pafnuty Chebyshev
- Herman Chernoff
- Alexey Chervonenkis
- Alexander Alexandrovich Chuprov
- Colin Clark
- Richard W. B. Clarke
- Robert H. Coats
- William Gemmell Cochran
- Len Cook
- David Cox (statistician)
- Gertrude Mary Cox
- Richard Threlkeld Cox
- Harald Cramér (Sweden, 1893 - 1985)
- Philip Dawid
- David B. Duncan
- Bruno de Finetti
- W. Edwards Deming
- Persi Diaconis
- Sir Richard Doll
- Karen Dunnell
- A. Ross Eckler
- A. Ross Eckler, Jr.
- Frederick Morton Eden
- Francis Ysidro Edgeworth
- A. W. F. Edwards
- Churchill Eisenhart
- Ernst Engel
- A. K. Erlang
- William Farr
- Gustav Fechner
- Ivan Fellegi
- Irving Fisher
- Sir Ronald A. Fisher
- William Fleetwood
- John Fox (statistician)
- George Gallup
- Francis Galton
- Seymour Geisser
- Lyndhurst Giblin
- Robert Giffen
- Corrado Gini
- Gene V Glass
- Benjamin Gompertz
- I. J. Good
- William Sealey Gosset (known as "Student")
- John Graunt
- Major Greenwood
- Emil Julius Gumbel
- Anton Golopenția
- Dimitrie Gusti
- Pierre Gy
- Steven Haberman
- Anders Hald
- István Hatvani
- Jotun Hein
- Friedrich Robert Helmert
- Sir Jack Hibbert
- Andrew Hignell
- Austin Bradford Hill
- Wassily Hoeffding
- Herman Hollerith
- Tim Holt
- Reginald Hawthorn Hooker
- Harold Hotelling
- Darrell Huff
- Ion Ionescu de la Brad
- Joseph Oscar Irwin
- Kaoru Ishikawa
- Edwin Thompson Jaynes
- Gwilym Jenkins
- William H. Jefferys
- Harold Jeffreys
- William Stanley Jevons
- Norman Lloyd Johnson
- Joseph M. Juran
- David Kendall
- Sir Maurice Kendall
- John Kingman
- Leslie Kish
- Andrey Nikolaevich Kolmogorov
- Jaromír Korčák
- Joseph Kruskal
- William Kruskal
- Dennis Lambert
- Etienne Laspeyres
- John Law
- Lucien le Cam
- Erich Lehmann
- Wilhelm Lexis
- Jarl Waldemar Lindeberg
- Dennis V. Lindley
- Yuri Vladimirovich Linnik
- Alfred J. Lotka
- Filip Lundberg
- Prasanta Chandra Mahalanobis
- Sabin Manuilă
- Donald Marquardt
- Motosaburo Masuyama
- Anderson Gray McKendrick
- Howard Milton
- Claus Moser
- William Newmarch
- Jerzy Neyman
- Florence Nightingale
- S N N Pandit
- Emanuel Parzen
- Egon Pearson
- Karl Pearson
- William Petty
- E.J.G. Pitman
- William Playfair
- Dionisie Pop Marțian
- George Pólya
- Alwyn Pritchard
- Adolphe Quetelet
- Howard Raiffa
- C.R. Rao
- Georg Rasch
- Eric Reid
- Herbert Robbins
- Irving Rosenwater
- S. N. Roy
- Jeff Sagarin
- Leonard Jimmie Savage
- Henry Scheffé
- Robert Schlaifer
- Arthur Schuster
- Elizabeth Scott
- Pyotr Semenov-Tyan-Shansky
- Lloyd Shapley
- William Fleetwood Sheppard
- Walter A. Shewhart
- Herbert Sichel
- John Sinclair
- AFM Smith
- Cedric Smith
- George W. Snedecor
- Carl Snyder
- Charles Spearman
- David Spiegelhalter
- Josiah Stamp, 1st Baron Stamp
- Stephen Stigler
- Genichi Taguchi
- Pafnuty Tchebycheff, see Pafnuty Chebyshev
- Thorvald Thiele
- John Tukey
- Jessica Utts
- Vladimir Vapnik (Russia, ~1935 - )
- Abraham Wald
- Chris Wallace (1933-2004)
- Waloddi Weibull
- Arnold Weinstock
- Harald Ludvig Westergaard
- Peter Whittle
- Frank Wilcoxon
- Martin Wilk
- Samuel Stanley Wilks
- John Wishart
- Herman Wold
- Jacob Wolfowitz
- Frank Yates
- Arthur Young
- G. Udny Yule
- George Kingsley Zipf